# آدینا گیورجیو
آدینا گیورجیو (انگلیسی: Adina Giurgiu؛ زادهٔ ۱۷ اوت ۱۹۹۴) بازیکن فوتبال اهل رومانی است.
وی همچنین در تیم‌های ملی فوتبال Romania women's national under-17 football team, Romania women's national under-19 football team، و Romania women's national football team بازی کرده‌است.